# Hårgasägnen
L'Hårgasägnen o Hårgalåten è il titolo comunemente attribuito a una leggenda svedese che narra di come il diavolo in persona si sia travestito da suonatore di violino per attirare a sé alcuni giovani e convincerli a danzare sino alla morte. L'avvenimento leggendario ha luogo nel villaggio di Hårga nella contea di Hälsingland, da cui deriverebbe il nome della leggenda. Con il termine Hårgalåten si indica, per lo più, la relativa musica popolare.
Questo racconto popolare ha origini orali antichissime ma la prima testimonianza nelle fonti scritte è il testo della canzone popolare omonima scritta dal commissario Bollnäs Johan Gabriel nell'anno 1785 e riportata, in seguito, in una racconta di favole e canti popolari dello Hälsingland curata da J. D. Flitenberg.
Durante il tradizionale campionato di danza Hambo che si tiene ogni anno in Svezia nel mese di luglio e che raccoglie circa mille partecipanti, la musica e la relativa canzone dell'Hårgalåten segnano sempre l'apertura di questo festival itinerante che incomincia proprio a Hårga e termina nella cittadina di Kilafors.

## La canzone
L'avvenimento leggendario di cui narra il racconto ha luogo un sabato sera, dopo il tramonto e vede come protagonisti i giovani del villaggio di Hårga che danzano al chiaro di luna in onore della divinità norrena Fornjótr, qui conosciuta con il nome di Loge. Tutt'a un tratto, nel bel mezzo delle danze si comincia a udire una musica proveniente da uno sconosciuto suonatore di violino che giunge dal profondo del bosco. Il misterioso suonatore portava sul capo un enorme cappello nero da cui si intravedevano dei tremendi occhi, definiti come brinnande cioè sfavillanti. 
Il musicante, ovvero il diavolo, suonava il violino tenendolo sotto il mento e cominciò a suonare una melodia mai ascoltata prima. Tutti i giovani incominciarono immediatamente a danzare al ritmo di questa melodia. Ma una volta cominciato, nessuno dei giovani poteva più smettere di danzare. Il ballo si prolungò per tutta la notte e il diavolo non cessò di suonare nemmeno al sorgere dell'alba. Il suono stesso del violino incantava i loro piedi; solo quando il campanile della chiesa vicina suonò per l'inizio della messa, scomparvero sia il suonatore sia i giovani. Una ragazza era l'unica che giaceva lì dove si era danzato. Nessuno aveva voluto ascoltarla quando lei aveva messo in guardia gli altri dallo sconosciuto musicante e non c'era, ora, neanche un'impronta di coloro che avevano danzato con il diavolo.
Il racconto continua rivelando che il suonatore condusse i giovani a Hårgaberg, dove questi continuarono a danzare fino a che non si furono consumati i loro stessi scheletri. Tuttora, nei racconti popolari, si invitano i giovani a non recarsi da quelle parti di notte, e si dice che al calar del sole si oda ancora la musica suonata dal diavolo, la stessa che uccise i giovani.

## Hårgalåten
La melodia dell'Hårgalåten è stata rielaborata in più versioni ed è tra le più popolari tra le musiche popolari svedesi. Tra le altre si segnalano quelle di Morgana Lefay, Hootenanny Singers, In Flames, Lill-Nickes, Kebnekajse, Ultima Thule, Helen Sjöholm e Orsa spelmän.